# Leptophloeus foveicollis
Leptophloeus foveicollis is een keversoort uit de familie dwergschorskevers (Laemophloeidae). De wetenschappelijke naam van de soort werd in 1986 gepubliceerd door Sasaji.